# Zgorigrad
Zgorigrad (Bulgaars: Згориград) is een dorp in het noordwesten van Bulgarije in de gemeente Vratsa in de oblast Vratsa. Het dorp ligt 58 kilometer ten noorden van Sofia. Op 31 december 2019 telde het dorp 1404 inwoners.

## Bevolking
Op 31 december 2019 telde het dorp Zgorigrad 1404 inwoners. Sinds de val van het communisme is het bevolkingsaantal aan het krimpen. Het dorp wordt uitsluitend bewoond door etnische Bulgaren.
| dorp Zgorigrad | 1 469 | 1 631 | 1 762 | 1 970 | 2 116 | 2 223 | 2 070 | 1 935 | 1 681 | 1 404 |